# Jumbo's Clown Room
El Jumbo's Clown Room, a veces llamado solo Jumbo's, es un "bar de bikinis" (club de estriptis sin desnudos) situado en Hollywood Boulevard, en el barrio de East Hollywood de Los Ángeles (California). El bar abrió sus puertas el 27 de julio de 1970 y más tarde, en 1982, se convirtió en un club de estriptis.

## Información
Se dice que Jumbo's Clown Room encarna el espíritu de los bailes burlescos más que sus homólogos de Hollywood y de otras zonas del oeste. También se dice que es "infame" y que es una especie de bar de mala muerte con inusuales imágenes de payasos colgadas en las paredes que ofrece algunas opciones de cerveza barata al tiempo que acoge a bailarinas exóticas que realizan estriptis y bailes en barra. En lugar de tener un diskjockey en el local, las bailarinas eligen sus propias canciones utilizando una gramola. Jumbo's sirve cerveza y cócteles. En la actualidad, es un negocio familiar.

## El espectáculo de las Cyber Clown Girls
Tras el inicio de la pandemia de coronavirus en California a principios de 2020, Jumbo's tuvo que cerrar temporalmente sus puertas al público en marzo de 2020 debido a que el Estado de California ordenó el cierre de restaurantes y bares de interior en todo el estado. Las bailarinas exóticas del club no pudieron actuar y, como alternativa a esto, algunas de las bailarinas del club crearon un espectáculo basado en Internet llamado "Cyber Clown Girls". El sitio web permitió a las bailarinas obtener ingresos y ampliar su alcance fuera de la zona de Los Ángeles. Se requería la compra de una entrada y los clientes pagaban las propinas de las bailarinas mediante aplicaciones de pago como Cash App y Venmo. En marzo de 2022, las Cyber Clown Girls seguían actuando y retransmitiendo espectáculos.
Algunas de las bailarinas del sitio web donaron parte de sus ganancias a diversas organizaciones de justicia LGBTQ+ y reproductiva. En marzo de 2021, las Cyber Clown Girls habían donado más de 25 000 dólares a diversas causas, organizaciones sin ánimo de lucro y organizaciones. Entre los beneficiarios benéficos se encuentran el Banco de Alimentos de Los Ángeles o grupos como Black Lives Matter, Gender Justice L.A. y Reform L.A. Jails, entre otros.
En marzo de 2021, en respuesta al aumento de la violencia contra las asiático-americanas en Estados Unidos, las Cyber Clown Girls presentaron un espectáculo en línea totalmente asiático en apoyo de la sección del National Asian Pacific American Women's Forum en el estado estadounidense de Georgia, que trabaja "para empoderar a las mujeres y niñas AAPI", y de la Butterfly Asian and Migrant SW Network, una organización que trabaja para ayudar a las trabajadoras del sexo asiáticas y migrantes.

## En la cultura popular
La música y actriz Courtney Love trabajó una vez como bailarina en el Jumbo's Clown Room. Lemmy Kilmister, de Motörhead, frecuentaba a veces el establecimiento. Anthony Bourdain se había descrito como "fan" del club y había declarado que era uno de sus bares favoritos. En 2017, Ellen DeGeneres interpretó un sketch en Jumbo's para The Ellen DeGeneres Show como "Karla Kardashian", un personaje ficticio que se ha descrito como "una cuarta hermana Kardashian menos conocida". La banda de heavy metal Rusty Eye grabó dos vídeos musicales en Jumbo's en 2020. Alrededor de 2020, el músico country Jaime Wyatt grabó el vídeo de la canción Neon Cross en Jumbo's. En la película de 1985 Walking The Edge, el personaje de Robert Forster es un habitual del Clown Room.